# Кресівське водосховище

Кресівське водосховище

Кре́сівське водосхо́вище — водосховище на річці Саксагань в межах Кривого Рогу.

## Історія
Перша черга будівництва греблі Кресівського водосховища була закінчена в 1929 році у зв'язку з будівництвом Криворізької районної електростанції (КРЕС), побудованої в тому ж 1929 році. У повоєнний період, у 1948 році була завершена друга черга будівництва греблі, після чого площа водосховища збільшилася, затопивши більшу частину долини і гирла балок, кілька населених пунктів, кладовищ і сільськогосподарських площ.
Під час Другої Світової Війни при наступі радянських військ німецьке командування планувало підірвати греблю і затопити водами Кресівського водосховища долину річки вниз за течією. Але в лютому 1944 року спецзагін підполковника Аркадія Шурупова, захопив і розміновував греблю і далі утримували її будучи в оточенні, врятували греблю від вибуху, а місто — від затоплення.

## Характеристика
Водоймище розташоване у північно-східній частині Кривого Рогу, в двох адміністративних районах — Покровському та Тернівському . Площа водосховища становить 2,1 км², повний обсяг 10,2 млн м³, середня глибина — 1,8 м. Вода може використовуватися тільки в технічних цілях.
У Кресівське водосховище впадає кілька приток з балками Крута, Суха, Глеєвата, Солонувата, Рокувата. На берегах розташовані історичні житлові райони КРЕС, Божедарівка, Окунівка, Рибасове, 129-й квартал, Суха Балка, Соколовка, 5 мікрорайон Зарічний, селище Кресівське, а також великий парк Шахтарський з пляжем. Кам'яною греблею проходить автомобільна дорога, що сполучає дачне селище Кресівське із Зарічним мікрорайоном.